# Grand Piano
Grand Piano és una pel·lícula espanyola-estatunidenca de thriller psicològic de l'any 2012 dirigida per Eugenio Mira, escrita per Damien Chazelle i protagonitzada per Elijah Wood. Va ser estrenada el 25 d'octubre a Espanya. Ha estat doblada al català.
Va guanyar el Premi Feroz a la millor música i va ser nominada en diverses categories en altres certàmens. Malgrat tenir, en general, bones crítiques i haver disposat d'una més que acceptable promoció internacional, la pel·lícula va ser un rotund fracàs de taquilla, ja que tot i comptar amb un pressupost força decent de 8 milions d'euros, un repartiment famós i un bon apartat tècnic, solament va aconseguir recaptar 600.000 €.

## Sinopsi
Tom Selznick (Elijah Wood) és el pianista més talentós de la seva generació, que ha parat d'actuar en públic pel seu pànic escènic. Anys després de l'actuació catastròfica, reapareix per a un esperat concert a Chicago. En un teatre abarrotat, davant d'un públic expectant, Tom troba un missatge escrit en la partitura: «Falla una nota i moriràs». Sota la mirada d'un franctirador anònim (John Cusack), Tom haurà d'aconseguir interpretar l'actuació més difícil de la seva vida i buscar ajuda sense ser descobert.

## Repartiment
- Elijah Wood... Tom Selznick
- John Cusack... Clem
- Dee Wallace... Marjorie Green
- Kerry Bishé... Emma Selznick
- Allen Leech... Wayne
- Tamsin Egerton... Ashley
- Alex Winter... Asistente
- Don McManus... Reisinger

## Estrena
L'estrena de Grand Piano a l'Austin Fantastic Fest va ser el 20 de setembre de 2013. Al Festival de Cinema Fantàstic de Sitges es va projectar l'11 d'octubre de 2013 i quatre dies després, el 15 d'octubre de 2013 al Festival de Cinema de Londres.

## Premis i nominacions
| Premis                | Categoria                                | Nominat                                     | Resultat  |
| --------------------- | ---------------------------------------- | ------------------------------------------- | --------- |
| Premis Feroz          | Millor pel·lícula dramàtica              | Millor pel·lícula dramàtica                 | Nominat   |
| Premis Feroz          | Millor música original                   | Víctor Reyes                                | Guanyador |
| Neox Fan Awards       | Millor pel·lícula espanyola              | Millor pel·lícula espanyola                 | 9a        |
| Premis Saturn         | Millor pel·lícula independent            | Millor pel·lícula independent               | Nominat   |
| XXVIII Premis Goya    | Millor perruqueria i maquillatge         | Ana López-Puigcerver Belén López-Puigcerver | Nominat   |
| Medalles del CEC 2013 | Millor muntatge                          | José Luis Romeu                             | Guanyador |
| Medalles del CEC 2013 | Millor música                            | Víctor Reyes                                | Guanyador |
| Medalles del CEC 2013 | Millor director                          | Eugenio Mira                                | Nominat   |
| Premis Gaudí de 2014  | Millor música                            | Víctor Reyes                                | Nominat   |
| Premis Gaudí de 2014  | Millor vestuari                          | Patricia Monné                              | Nominat   |
| Premis Gaudí de 2014  | Millor so                                | Albert Manera James Muñoz José A. Manovel   | Nominat   |
| Premis Gaudí de 2014  | Millor perruqueria i maquillatge         | Ana López-Puigcerver Belén López-Puigcerver | Nominat   |
| Premis Gaudí de 2014  | Millors efectes especials                | Àlex Villagrasa Raúl Romanillos             | Nominat   |
| Premis Gaudí de 2014  | Millor pel·lícula en llengua no catalana | Millor pel·lícula en llengua no catalana    | Nominat   |